# Macintosh Quadra 610
Macintosh Quadra 610 и Macintosh Centris 610 — два тесно связанных персональных компьютера, являющихся частью серий компьютеров Macintosh под названиями Quadra и Centris, производившихся компанией Apple Computer в начале 1990-х. Когда Centris 610 был представлен в феврале 1993 года наряду с более мощным Centris 650, это ознаменовало старт новой линии компьютеров среднего класса под общим названием Centris. Однако это внесло путаницу в позиционирование компьютеров, поэтому в октябре 1993 года Centris 610 был переименован в Quadra 610, а его процессор был обновлён с 20-мегагерцевого 68LC040 до более продвинутого 68040, работающего уже на частоте 25 МГц, хотя оставалась одна конфигурация компьютера, Quadra 610 8/160, которая сохранила 68LC040. Производство Quadra 610 было прекращено в пользу Quadra 630 в июле 1994 года.
610 производился в новом форм-факторе «коробка из-под пиццы», аналогичном тому, что был у компьютера Amiga 1000. Позже в аналогичном форм-факторе производились Centris / Quadra 660AV и Power Macintosh 6100. Кроме того, существовала DOS-совместимая версия с добавочным процессором 486SX, подключенным через специальный слот расширения Processor Direct Slot.